# Humphrey Rudge
Humphrey Rudge (Geleen, 15 agosto 1977) è un ex calciatore olandese, di ruolo attaccante.

## Carriera

### Club
Ha trascorso la maggior parte della sua carriera in Olanda.

### Nazionale
Nel 2000 è stato convocato dalla Nazionale Under-21 olandese per disputare il campionato Europeo di categoria, scendendo in campo in un'occasione.

## Statistiche

### Cronologia presenze e reti in nazionale
| Cronologia completa delle presenze e delle reti in nazionale ― Paesi Bassi under 21 | Cronologia completa delle presenze e delle reti in nazionale ― Paesi Bassi under 21 | Cronologia completa delle presenze e delle reti in nazionale ― Paesi Bassi under 21 | Cronologia completa delle presenze e delle reti in nazionale ― Paesi Bassi under 21 | Cronologia completa delle presenze e delle reti in nazionale ― Paesi Bassi under 21 | Cronologia completa delle presenze e delle reti in nazionale ― Paesi Bassi under 21 | Cronologia completa delle presenze e delle reti in nazionale ― Paesi Bassi under 21 | Cronologia completa delle presenze e delle reti in nazionale ― Paesi Bassi under 21 |
| Data                                                                                | Città                                                                               | In casa                                                                             | Risultato                                                                           | Ospiti                                                                              | Competizione                                                                        | Reti                                                                                | Note                                                                                |
| ----------------------------------------------------------------------------------- | ----------------------------------------------------------------------------------- | ----------------------------------------------------------------------------------- | ----------------------------------------------------------------------------------- | ----------------------------------------------------------------------------------- | ----------------------------------------------------------------------------------- | ----------------------------------------------------------------------------------- | ----------------------------------------------------------------------------------- |
| 27-5-2000                                                                           | Trnava                                                                              | Croazia under 21                                                                    | 1 – 2                                                                               | Paesi Bassi under 21                                                                | Europeo Under-21 2000 - 1º turno                                                    | -                                                                                   | 25’                                                                                 |
| 29-5-2000                                                                           | Trenčín                                                                             | Rep. Ceca under 21                                                                  | 3 – 1                                                                               | Paesi Bassi under 21                                                                | Europeo Under-21 2000 - 1º turno                                                    | -                                                                                   | 27’ 67’                                                                             |
| Totale                                                                              |                                                                                     | Presenze                                                                            | 2                                                                                   |                                                                                     | Reti                                                                                | 0                                                                                   |                                                                                     |

## Palmarès
- Coppa dei Paesi Bassi: 1

Roda: 1999-2000